# Driver of The Day
Driver of The DayとはF1世界選手権においてそのレースで一番輝いたドライバーをファンが投票して決める制度である。
記念すべき第一回目（2016年）の受賞者はデビュー戦のハースのロマン・グロージャン。